# Džamšíd

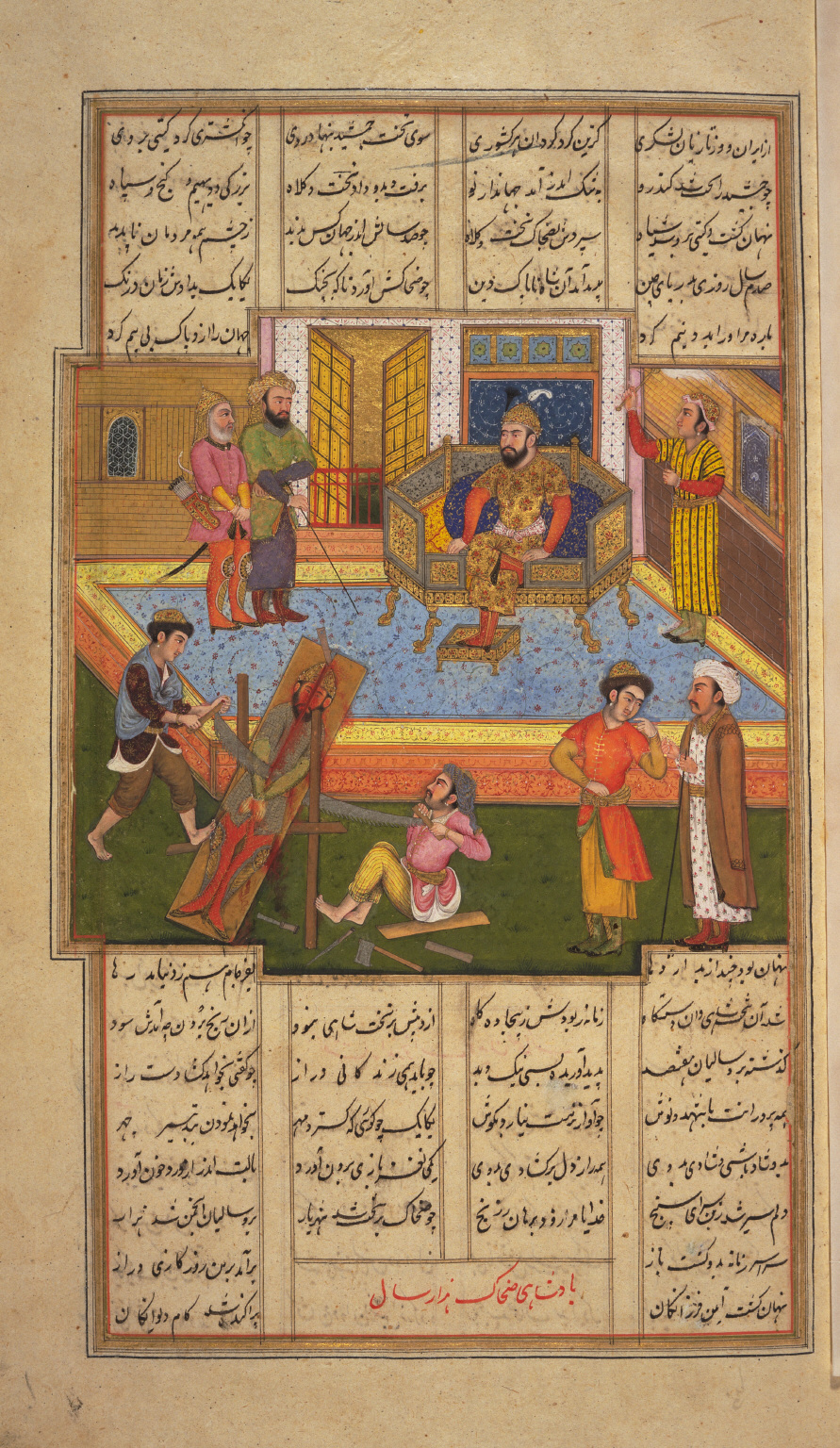
Džamšíd rozpůlen Spitjurem

Džamšíd, též Džam, avestánsky Jima, je mytický perský král známý především z eposu Šáhnáme z 11. století. Jeho etymologickým protějškem je védský bůh smrti Jama.

## Avesta
Jima se poprvé objevuje v avestánském jasnu 19, v kterém se Zarathuštra ptá Haomy, kdo poprvé lisoval haomu – posvátný opojný nápoj, který reprezentuje, a ten odpovídá:
| „ | Vívahvant, jemuž byl dopřán syn Jima Chšaéta „Zářící“, jenž má krásná stáda, nejvznešenější ze zrozených lidí, s pohledem jako slunce, jenž ve své říši učinil nesmrtelným obé: totiž dobytek a lidi, vody učinil neusychajícími, rostliny neubývající potravou k jídlu. Za vlády statečného Jimy nebylo zimy ani horka, nebylo stáří ani smrti, nebylo daévy stvořené závisti. | “ |

| Ale když začal pomyšlet na to, že se oddá lživé, nepravdivé řeči, odešla od něj chvarena ve viditelné podobě ptáka. Když zářící pán krásných stád Jima viděl unikat chvarenu, počal se v zarmoucení potulovat a vystaven nepřátelství, musil se držet ve skrytu mimo zemi. |
| Jašt 19, 34, překlad Otakar Klíma |

Podle z jednoho z podání, které se objevuje v jaštu 19, ale také v perském folklóru a v Šáhnáme, Jima nakonec zhřešil a jeho chvarenu, královskou a posvátnou moc a slávu, si rozdělil Mithra, Keresáspa a Thraetóna. Poté jej rozřízl vedví jeho bratr Spitjura. Podle Jaana Puhvela odpovídá tento mýtus védskému příběhu o Indrově postupné ztrátě jeho majestátu v důsledku třech hříchů, a postavy rozdělující si chvarenu třem společenským stavům – kněžím, válečníkům a zemědělcům.
Podle druhého podání, objevujícího se například ve Vidévdátu nebo Bundahišnu, staví Jima na příkaz Ahura Mazdy podzemní skrýš zvanou Vara, „ohrada“, tvořenou vodními a travnatými plochami, kde ukryje vybrané lidi a zvířata před blížící se kosmickou zimou a koncem světa. Zatímco kosmická zima je analogická severskému Fimbulvetru, který předchází Ragnarök, tak vlahé louky Vara odpovídají indoevropské představě podsvětí jako pastviny vyjádřené řeckým Élysionem nebo slovanským Velesem – bohem stád a mrtvých.

## Šáhnáme
Podle Šáhnáme byl Džamšíd čtvrtým králem mytické první dynastie íránských králů Pišdadovců. Za jeho vlády vznikla třída kněží, válečníků, zemědělců a řemeslníků, poprvé se objevila chvarena a na oslavu jejího zjevení byl ustanoven Nó rúz - Nový rok. Po třech staletích vlády naplněnéné mírem a prosperitou se však Džamšíd počal považovat za nejvyššího vládce světa načež přišel o chvarenu, opustili jej kněží a vojsko. V nastalém zmatku je za nového krále prohlášen Zóhak, zaprodaný Ahrimanovi, který si bere Džamšídovy dcery Šahrnáz a Arnavaz (avestánskou Sahnavak a Arenavak).

## Džamšídův pohár
Džamšíd také vlastnil zvláštní pohár či kouli (persky džám-e Džam „Džamšídův pohár“ či „Džamšídova koule“) sloužící k věštění, jehož vytvoření bylo z jedním velkých vynálezů tohoto krále. Jednalo se pohár naplněný tekutinou, křišťálovou kouli či zrcadlo a byl také nazýván džam-e Džahán Nama „pohár/koule ukazující celý svět“ a džam-e Giti Nama „pohár/koule ukazující celý vesmír“. Ebrahim Jafarzadehpur tento motiv spojuje s nálezy malých kulatých krystalů které byly nalezeny při archeologických vykopávkách v Íránu. Marie-Lan Nguyen namísto toho pohár spojuje s Džamšídovou dlouhověkostí a přirovnává jej k svatému grálu, přičemž považuje za možné že motiv tohoto poháru ovlivnil křesťanský koncept. Na rozdíl od grálu však nemá Džamšídův pohár tak výrazný náboženský význam.